# Scotoscymnus rotundatus
Scotoscymnus rotundatus is een keversoort uit de familie lieveheersbeestjes (Coccinellidae). De wetenschappelijke naam van de soort is voor het eerst geldig gepubliceerd in 1897 door Weise.